# Bernède
Bernède – miejscowość i gmina we Francji, w regionie Oksytania, w departamencie Gers.
Według danych na rok 1990 gminę zamieszkiwało 197 osób, a gęstość zaludnienia wynosiła 24 osób/km² (wśród 3020 gmin regionu Midi-Pireneje Bernède plasuje się na 866. miejscu pod względem liczby ludności, natomiast pod względem powierzchni na miejscu 1229.).